# Pierre-Médard Diard

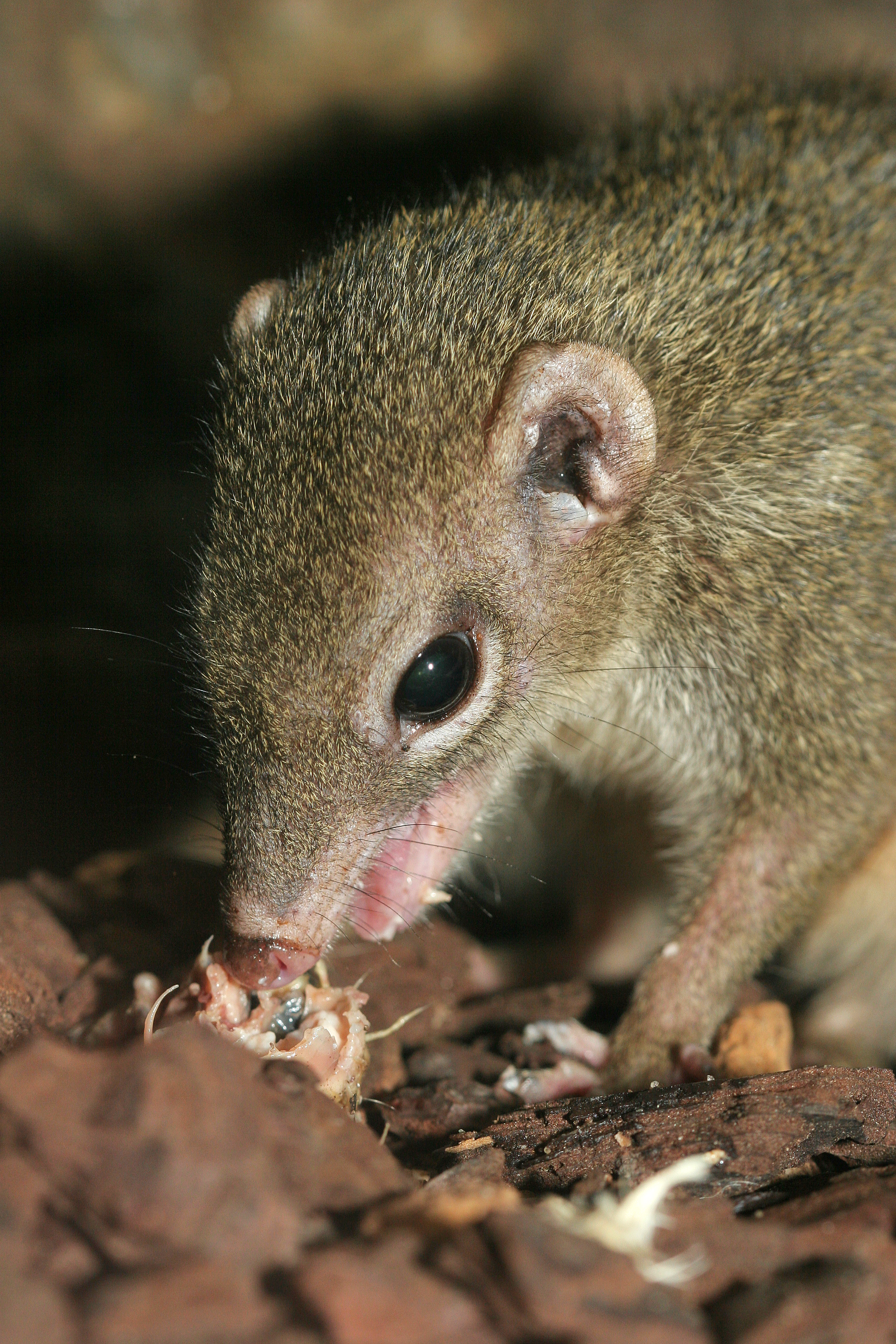
Gewone toepaja (Tupaia glis) in 1820 door Diard beschreven.

Pierre-Médard Diard (Saint-Laurent-en-Gâtines in Frankrijk, 19 maart 1794 - Batavia in Nederlands-Indië, 16 februari 1863) was een Franse natuuronderzoeker en ontdekkingsreiziger.

## Loopbaan
Diard studeerde dierkunde en anatomie bij Georges Cuvier en was zijn assistent tijdens zijn onderzoek naar de ontwikkeling van de foetus en de eieren van de viervoeters. In 1816 reisde hij naar Brits-Indië. In mei 1818 ontmoette hij Alfred Duvaucel in Calcutta. Samen reisden zij naar Chandannagar (oude spelling Chandernagore, gelegen 35 km ten noorden van Calcutta), indertijd een handelspost van de Fransen, waar Diard met het verzamelen van dieren en planten voor het Muséum national d'histoire naturelle begon. Diard en Duvaucel huurden jagers in die hen hielpen met het vangen en doden van de diersoorten die zij beschreven, tekenden en determineerden. In de tuin van hun verblijf kweekten zij lokale planten en hielden zij watervogels in een vijver. Hun eerste zending naar Parijs bevatte onder andere specimens van een rivierdolfijn, Jak en verschillende soorten van toen nog onbekende vogelsoorten verder stukjes mineraal en een tekening van een Indische tapir. Latere zendingen bevatten onder meer een levende Kasjmiergeit en verschillende vogelsoorten.
In december 1818 nodigde Thomas Stamford Raffles hen uit om hem te vergezellen op zijn verzamelreizen en om een dierentuin te stichten in zijn woonplaats Benkoelen op Sumatra. Op Penang (schiereiland Malakka) ontdekten zij twee nieuwe vissoorten en een paar soorten vogels. Te Atjeh vonden zij planten, insecten, vogels, slangen, vissen en twee hertensoorten. In Malakka kochten zij een Maleise beer en vingen zij een argusfazant en een paar andere vogelsoorten. In Singapore verkregen zij een Indische zeekoe, waarvan tekeningen en een beschrijving werden gemaakt, die Raffles naar de Royal Society stuurde.
In 1819 gingen Diard en Raffles weer uit elkaar. Diard vertrok naar Batavia (Jakarta). Via Java zond hij een grote hoeveelheid speciemens diersoorten (95 zoogdieren, 126 vogels, ongeveer 100 slangen, inclusief skeletten en huiden van de Indische tapir en de Javaanse neushoorn) naar Parijs en vertrok vervolgens naar Borneo. In 1826 reisde en verzamelde hij in de gebieden rond Banjarmasin, Pontianak en de rivier de Barito.
Na de dood van Heinrich Boie werd Diard benoemd tot lid van de Natuurkundige Commissie voor Nederlands Indië. In 1835 werd hij genoemd als directeur van 's Lands Plantentuin te Buitenzorg en later als conservator van het natuurhistorisch museum van het Bataviaasch Genootschap van Kunsten en Wetenschappen. In 1841 ging hij op verlof naar Europa. In 1842 werd hij benoemd tot honorair landbouwkundig inspecteur. Tussen 1846 en 1847 was hij weer in Europa. Daarna keerde hij terug naar Java en had een deeltijdaanstelling bij de plantentuin. Verder reisde hij rond door Nederlands-Indië en verzamelde een groot aantal diersoorten waarvan enkele aan Coenraad Jacob Temminck, directeur van het Rijksmuseum van Natuurlijke Historie in Leiden, werden gestuurd. In 1862 werd hij nog in die hoedanigheid vermeld, maar kort daarna overleed hij in Batavia.

## Nalatenschap
Hermann Schlegel beschreef verschillende slangensoorten die Diard had verzameld had op Borneo. Een groot aantal dieren zijn als eerbetoon aan Diard vernoemd, onder andere:
- Borneose nevelpanter (Neofelis diardi), beschreven door Georges Cuvier in 1823;
- Een eekhoorsoort Callosciurus diardii, beschreven door Fredericus Anna Jentink en in 1879 geclassificeerd als een ondersoort van Callosciurus notatus;
- Een ondersoort van de zwarte rat (Rattus rattus diardii), beschreven door Jentink in 1880;
- De vogelsoorten:
  - zwartbuikmalkoha (Phaenicophaeus diardi), voor het eerst beschreven door René Primevère Lesson in 1829;
  - Diards trogon (Harpactes diardii), voor het eerst beschreven door Temminck in 1832;
  - kuifloze prelaatfazant (Lophura diardi), voor het eerst beschreven door Karel Lucien Bonaparte in 1856;
- Diards wormslang Argyrophis diardii, voor het eerst beschreven door Schlegel in 1839;
- De steenkruiper (een straalvinnige vis) Sewellia diardi, voor het eerst beschreven door Roberts in 1998.
- De spin Hyllus diardi, voor het eerst beschreven door Charles Athanase Walckenaer in 1837.

- Biografisch Portaal: 63879505
- Digitale Bibliotheek voor de Nederlandse Letteren: diar001
- International Standard Name Identifier: 0000 0003 9435 7715
- Library of Congress Control Number: n2022222008
- Nederlandse Thesaurus van Auteursnamen: 308134273
- Système universitaire de documentation: 151256861
- Virtual International Authority File: 288776720